# Gałeczka żeberkowana
Gałeczka żeberkowana, kulkówka żeberkowana (Sphaerium solidum) – gatunek słodkowodnego małża (Bivalvia) z rodziny kulkówkowatych (Sphaeriidae), występujący w dużych rzekach wschodniej i środkowej Europy. Gatunek zagrożony (NT) według IUCN. Jeden z rzadszych i wymierających gatunków mięczaków, objęty ścisłą ochroną gatunkową na terenie Polski.

## Systematyka
Należy do rodziny kulkówkowatych (Sphaeridae), gatunek jest jednym z trzech przedstawicieli rodzaju Sphaerium występujących w Polsce. W Polsce znana pod nazwą zwyczajową: gałeczka żeberkowana. Opisany przez N.A.J. Normanda na podstawie okazów zebranych w Skaldzie koło Valenciennes.

### Etymologia nazwy
Epitet gatunkowy (łac. solidus, -a, -um – masywny, twardy) odnosi się do grubej, mocnej muszli charakteryzującej osobniki tego gatunku.

## Występowanie
Występuje w dużych rzekach Europy: od Renu po Ural (nie występuje w dorzeczu Dunaju i Skandynawii). Lokalnie występuje w Belgii, Holandii, Francji i Niemczech. W Polsce na przełomie XIX i XX wieku gałeczka żeberkowana była stosunkowo licznym gatunkiem występującym w większych rzekach, zwłaszcza w środkowym i dolnym biegu Wisły i Odry. Obecnie gatunek ten zalicza się do gatunków zwierząt silnie zagrożonych wyginięciem na obszarze Polski. Stosunkowo duże i bogate populacje zachowały się w Zalewie Szczecińskim i Zegrzyńskim oraz w dużych rzekach wschodniej Polski – Biebrzy i Narwi, natomiast w okolicach stanowisk w środkowej Odrze, Warcie, Brdzie, dolnej Wiśle i w Zalewie Wiślanym gatunek ten najprawdopodobniej wymarł.

## Budowa

### Cechy morfologiczne
Muszla kulista, grubościenna, mocno wypukła, w zarysie trójkątna. Szczyty muszli położone centralnie na górnym brzegu, mocno wystające. Powierzchnia muszli mocno żeberkowana. Barwa muszli jednorodna, żółtorogowa, lekko połyskująca. Zamek z mocną płytą, cieńszą w części środkowej, zęby główne bardzo drobne; zęby boczne mocne, wyraźnie zaznaczone drobne, równej wielkości. Rowek ligamentum krótki i niezbyt szeroki.
Wymiary muszli: długość 6–12,5 mm, wysokość 5–10,5 mm, szerokość 4–8,5 mm.
Ciało białe, syfony krótkie.

### Genetyka
Diploidalna liczba chromosomów: 2n=30. 1., 2., 3., 5., 14. i 15. pary chromosomów są metacentryczne, pary 4. i 7. reprezentują typ przejściowy między submeta- i metacentrycznym, pozostałe są meta-submetacentryczne. Występują dodatkowo małe, dwuramienne chromosomy B, ich częstość występowania jest różna w różnych populacjach: od 11,8% do 42,3% osobników posiada te chromosomy.

## Biologia i ekologia

### Zajmowane siedliska
Gatunek reofilny, występuje głównie w dużych rzekach nizinnych, wyjątkowo w jeziorach, zbiornikach zaporowych i kanałach.
Zasiedla partie rzek z wartkim nurtem, preferuje przebywanie w osadach piaszczystych lub żwirowych. Zagęszczenia populacji są niewielkie, w porównaniu do innych kulkówek: w ujściu Odry ok. 2 os./m². Występuje na niewielkich głębokościach, choć w zbiornikach zaporowych był spotykany do głębokości 50 m. Gatunek słodkowodny, znosi zasolenie wody do 2,2%. Wymaga wody dobrze natlenionej, jest wrażliwy na zanieczyszczenie i eutrofizację wody; zaliczany do gatunków β-mezosaprobowych.

### Odżywianie
Filtrator, wykorzystujący skrzela do wyłapywania cząstek pokarmu z wody.

### Rozmnażanie
Gatunek hermafrodytyczny. Jego cykl rozwojowy przebiega podobnie jak u innych przedstawicieli małż z rodzaju Sphaerium. Kiedy długość muszli osobnika osiąga 8-9 mm, może on wydać kolejną generację. Długość życia pojedynczego osobnika wynosi około 1 roku. Liczba potomstwa urodzona przez pojedynczego osobnika to średnio 22-24 osobniki potomne. W warunkach klimatu umiarkowanego w Środkowej Europie obserwowane są dwa pokolenia: wiosenne i jesienne. Uwalnianie potomstwa przez pokolenie jesienne następuje dopiero na wiosnę następnego roku. Uwalnianie młodych jest rozciągnięte w czasie, dlatego pokolenia mogą na siebie zachodzić.

### Interakcje międzygatunkowe
Osobniki gałeczki żeberkowanej mogą być żywicielem pośrednim przywr z gatunku Gorgodera cygnoides.

## Zagrożenia i ochrona
Stwierdzono zanikanie gatunku na wielu stanowiskach. Przyczyn tego zjawiska upatruje się w zanieczyszczeniu i eutrofizacji wód, na które gatunek ten jest wrażliwy. Zagrożeniem dla istnienia stanowisk tego gatunku jest też eksploatacja kruszywa z rzek oraz prace hydrotechniczne prowadzone w korytach rzek. Gałeczka żeberkowana na Czerwonej Liście IUCN miała w 2015 roku status gatunku bliskiego zagrożenia (NT). Na terenie Polski gatunek ten jest objęty ścisłą ochroną gatunkową. W Polskiej czerwonej księdze zwierząt został zaliczony do kategorii EN (gatunki wysokiego ryzyka, zagrożone).